# Dolo, Côtes-d'Armor
Dolo (tiếng Breton: Doloù, Gallo: Doloe) là một commune in the Côtes-d'Armor department in Bretagne in northwestern.

## Dân số
Người dân ở Dolo được gọi là Dulcinéens.